# Kamaran
Kamaran (àrab: كمران, Kamarān) és una illa de la mar Roja, a la costa del Iemen a 5 km de la península de Salif, amb una llargada d'uns 18 km i una amplada màxima de 10 km i amb una superfície de 108 km². La població el 1960 s'estimava entre 1.000 i 3.000 habitants que viuen miserablement de la pesca de perles, del cotó i d'alguns turistes. L'illa està envoltada de corall per tres costats.

## Història
Al segle x és esmentada com a presó d'un sobirà iemenita, però realment no apareix a la historia fins a l'ocupació portuguesa el 1513; els portuguesos la van fortificar i hi van tenir una posició durant la major part del segle, fins que fou finalment abandonada. No torna a jugar cap paper fins al segle xix. El 1858 fou temporalment ocupada pels britànics quan construïen el cable fins a Bombai.
Poc després fou ocupada pels otomans que hi van establir un lloc quarantena pels peregrins a la Meca, que arribaven per l'estret de Bab al-Màndeb; els peregrins agafaven una malaltia que fou anomenada "mal de Karaman".
Els britànics la van ocupar el juny de 1915 sota autoritat del comandant D.G.L. Shaw, mentre els otomans atacaven Aden. El tractat de Lausana de 1923 va abolir la sobirania turca sobre aquesta illa de la mar Roja especificant que el seu futur seria establert "per les parts afectades" (sense especificar aquestes parts), i el lloc de quarantena va passar sota administració britànica (amb un comissionat); el 1928 els britànics hi va donar participació als Països Baixos i el 1938 a Itàlia. El tractat italobritànic, signat durant el període del comissionat David Thompson (vers 1931-1945) que es va allargar tota la II Guerra Mundial, establia que els britànics no imposarien la sobirania a l'illa ni hi construïren cap mena de defensa o fortificació. Després de la guerra la Karaman Order in Council 137 de 1949 va decretar que el Regne Unit hi tenia poder i jurisdicció i fou posada sota autoritat del governador d'Aden però especificant que no formava part de la colònia d'Aden ni del Protectorat d'Aden però s'hi aplicava la Foreign Jurisdiction Act com si fos una colònia. L'estació de quarantena fou tancada el 1952; fou nomenat llavors comissionat R.G.W.E. Alban. El 1955 es van fer concessions per prospeccions petrolieres, amb la protesta del Iemen que des de 1928 reclamava l'illa com a part de l'estat; les prospeccions no van donar resultats.
L'1 de desembre de 1967 la República Popular del Iemen del Sud hi va nomenar un governador (també va nomenar governadors a Perim i a Kuria Muria) com a resposta a la proposició britànica a l'ONU de retornar Kuria Muria a Oman. El 1972, durant el conflicte entre els dos Iemens, el Iemen del Nord va ocupar l'illa i la va mantenir sota ocupació fins a la unificació dels dos Iemens el 1990.